# Район Шінаґава
35°36′33.06″ пн. ш. 139°43′48.53″ сх. д. / 35.6091833° пн. ш. 139.7301472° сх. д.
Райо́н Шінаґа́ва (яп. 【品川区】, しながわく, МФА: [ɕinagawa ku̥]; англ. Shinagawa ward) — особливий район в японській столиці Токіо. Розташований на березі Токійської затоки. У XVII — XIX століттях — станція на Східноморському шляху. У 1889—1932 роках — містечко, у 1932—1943 роках — міський район міста Токіо. З 1943 року — особливий район столиці Токіо.

## Географія
- Площа району Шінаґава на 1 жовтня 2008[1] становила близько 22,72 км².
- Річки: Меґуро, Тачіай
- Плато: Плато Мусашіно
- Затоки: Токійська затока Тихого океану.
- Сусідні райони: Мінато, Кото, Меґуро, Ота й Шібуя.

Розташування
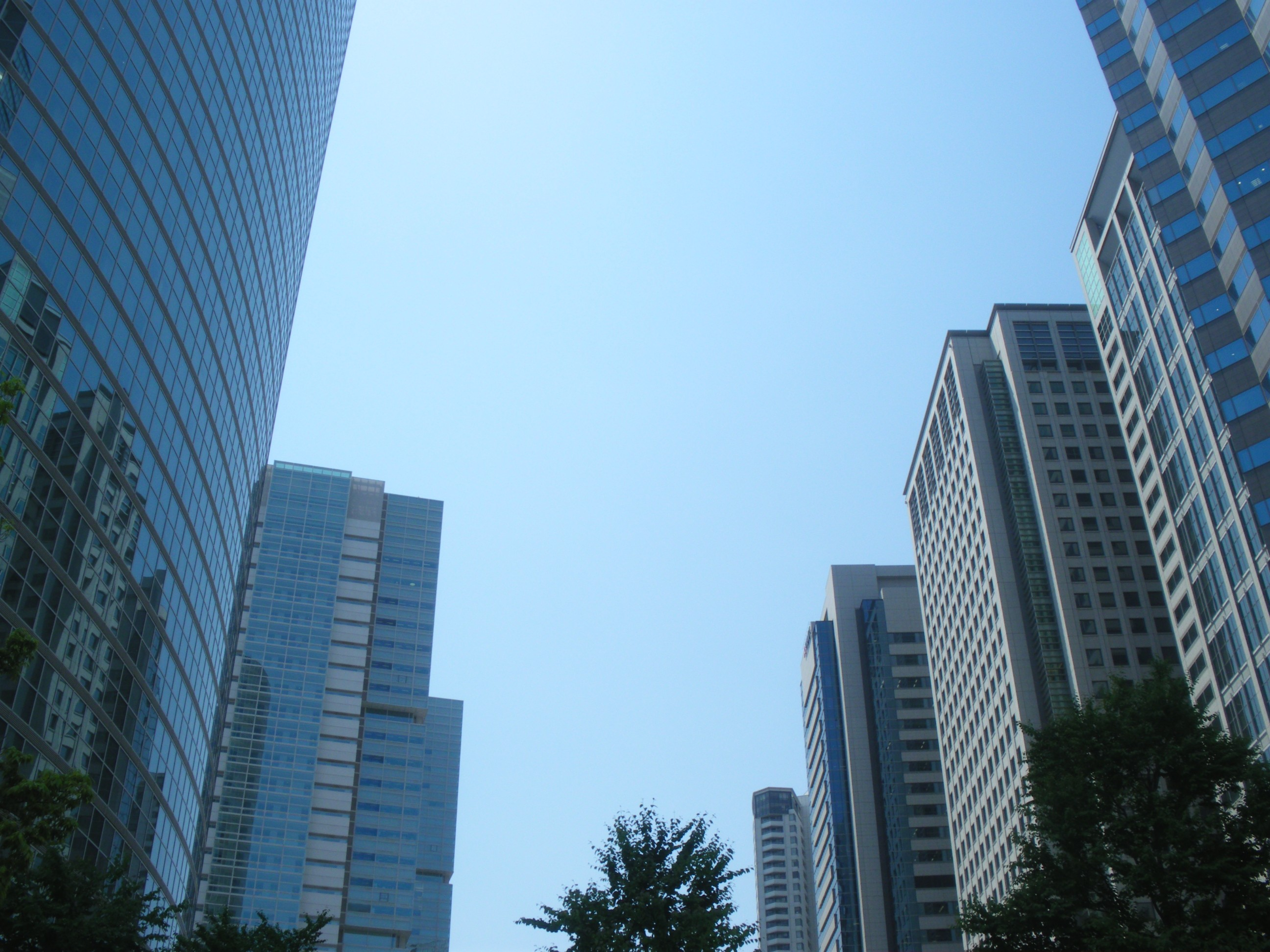
Хмарочоси району
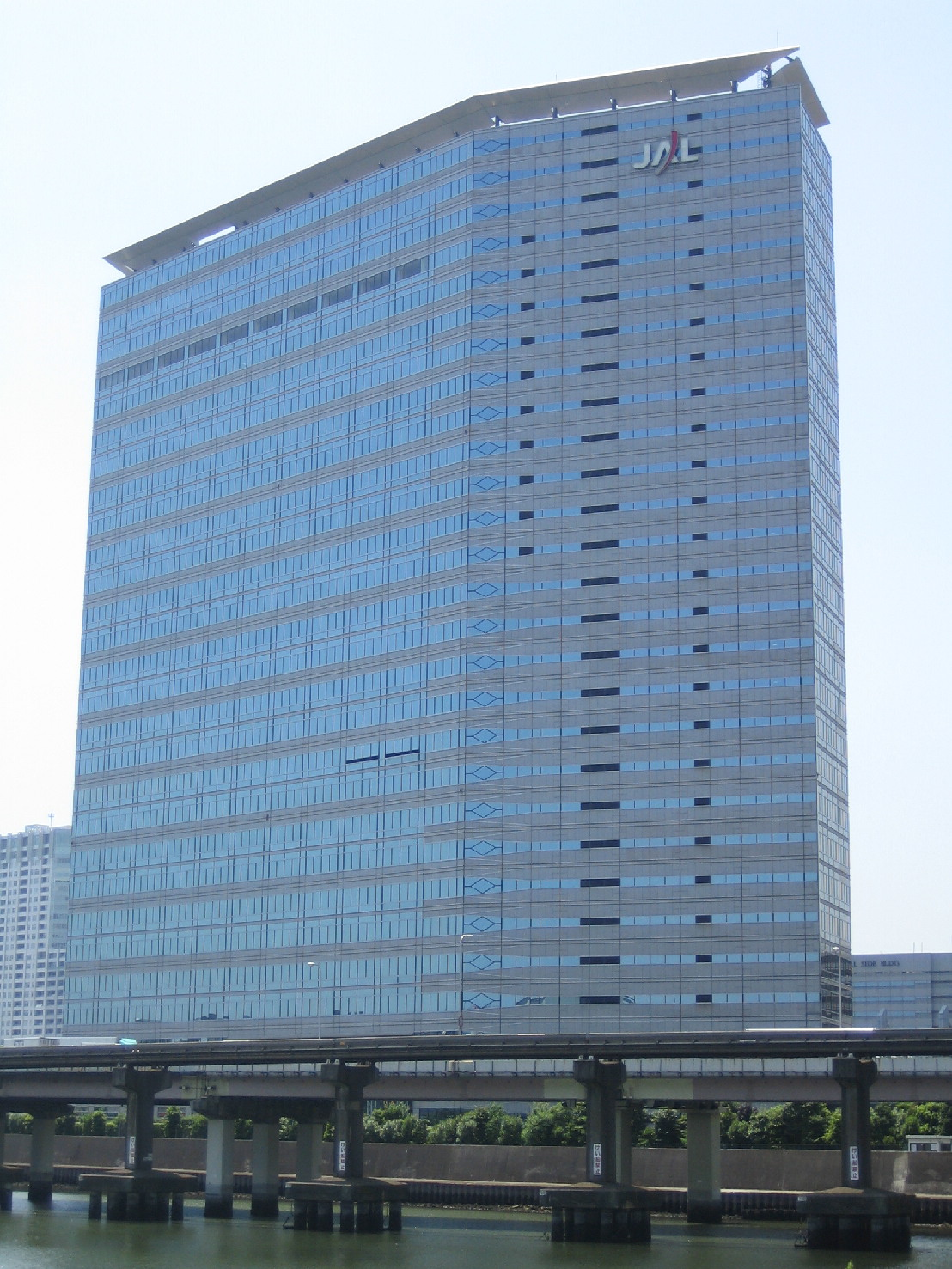
Головний офіс JA
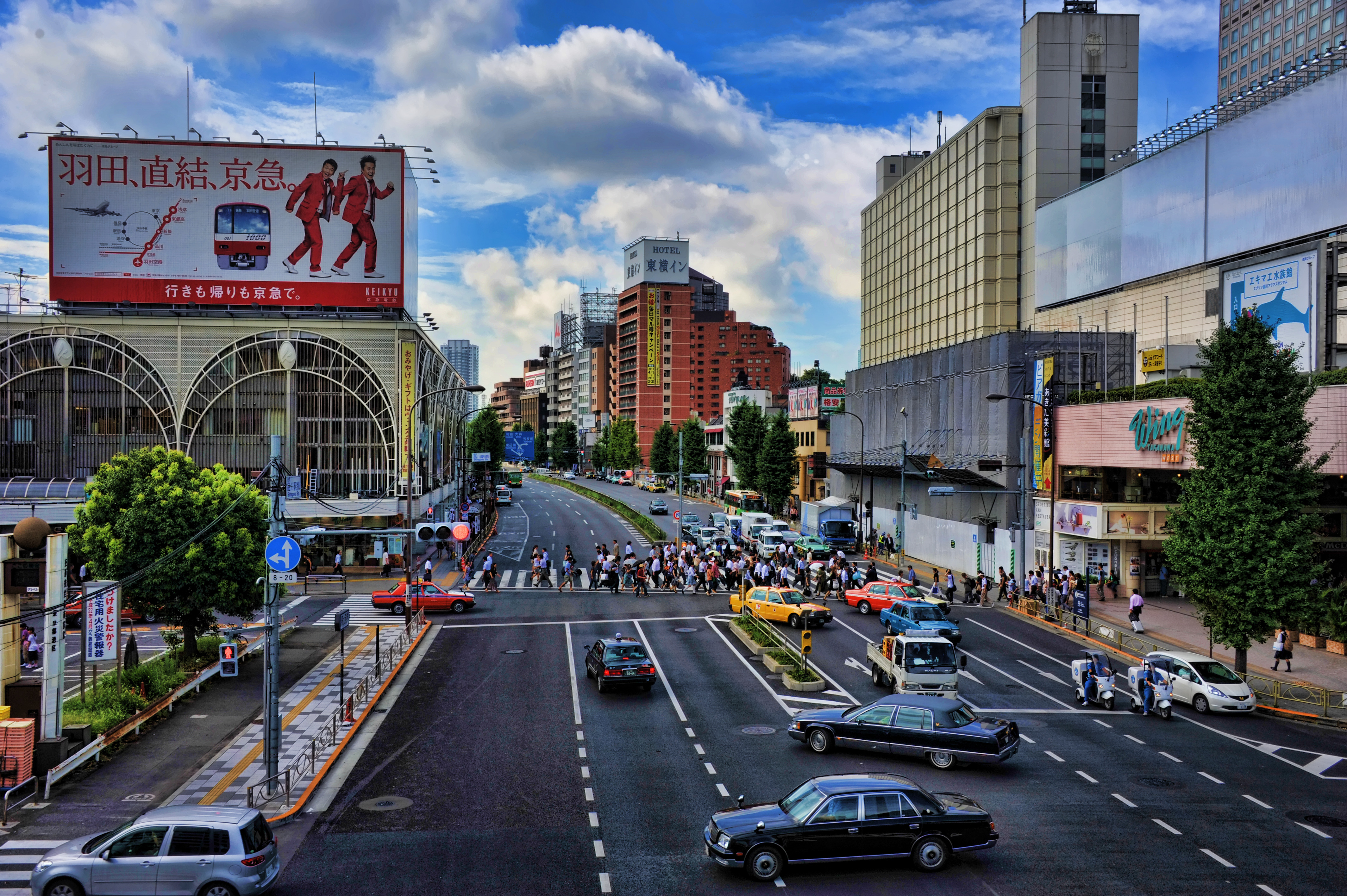
Залізнична станції Шінаґава

## Історія

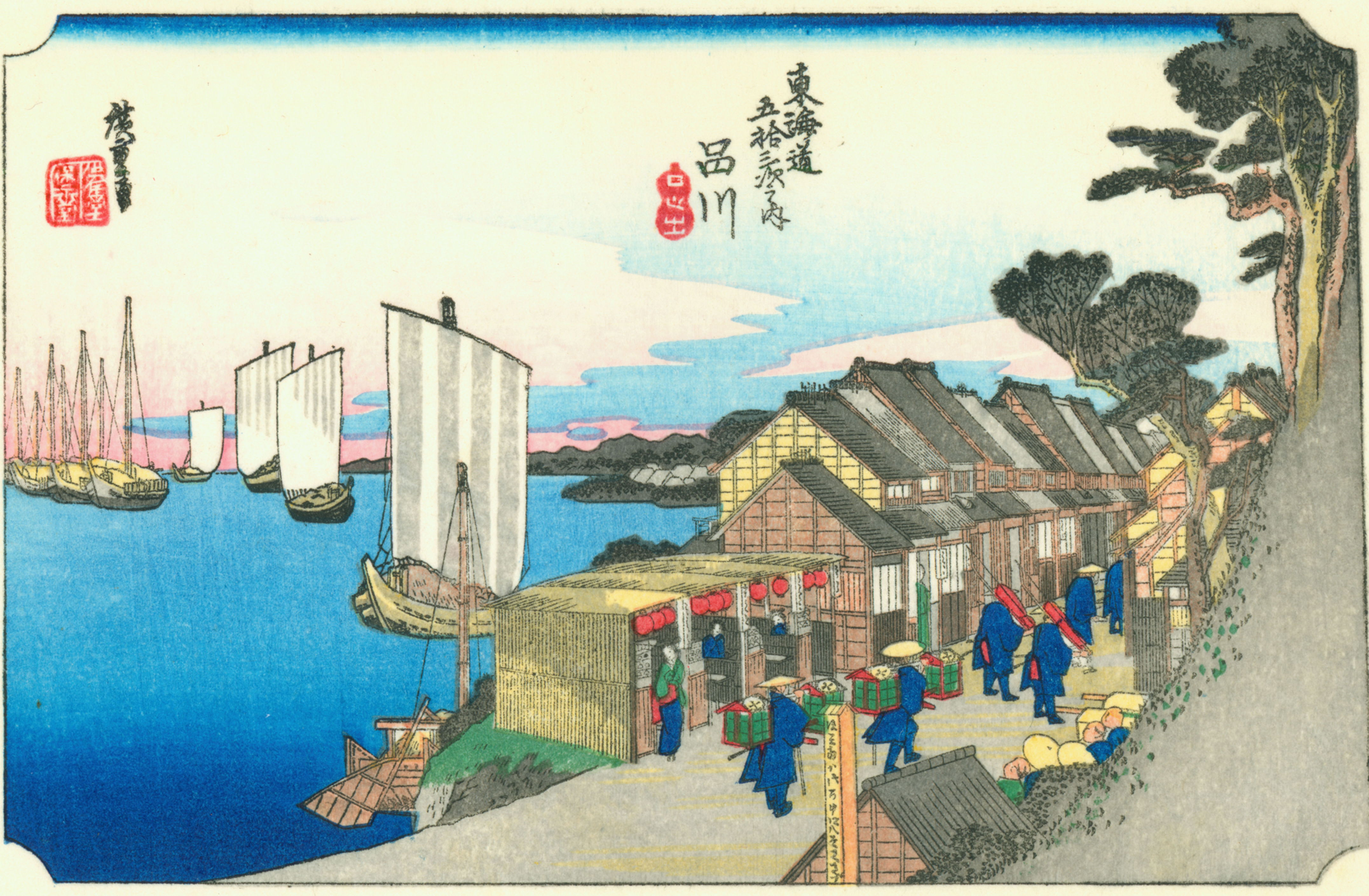
Станція Шінаґава (1834)

- VIII — XIII ст.: станція й транспортний пункт у повіті Ебара провінції Мусаші. Лежав на шляху до столиці Кіото з адміністративного центру провінції Мусаші.
- 1603—1867: містечко-станція Шінаґава (【品川宿】). Перша і найбільш велелюдна станція на Східноморському шляху, що сполучав Едо зі столицею Кіото.
- 13 січня 1869: на базі станції створено префектуру Шінаґава (【品川県】). До її складу увійшли сусідні поселення 6 повітів. Префектура нараховувала близько 34 тисяч дворів і понад 188 тисяч мешканців.
- 14 листопада 1871: префектура Шінаґава ввійшла до складу префектури Токіо.
- 1 травня 1889: на базі колишньої станції створено містечко Шінаґава (【品川町】).
- 1 жовтня 1932: на містечка Шінаґава створено міський район Шінаґава (【品川区】) міста Токіо.
- 1 липня 1943: внаслідок ліквідації міста Токіо й перетворення його на столичну префектуру міський район Шінаґава отримав статус особливого району столиці.
- 15 березня 1947: район Шінаґава поглинув район Ебара.

## Населення
Населення району Шінаґава на 1 липня 2011 становило близько 367 407 осіб. Густота населення становила 16 171,1 осіб/км².

## Освіта
- Університет Рішшьо

## Туризм

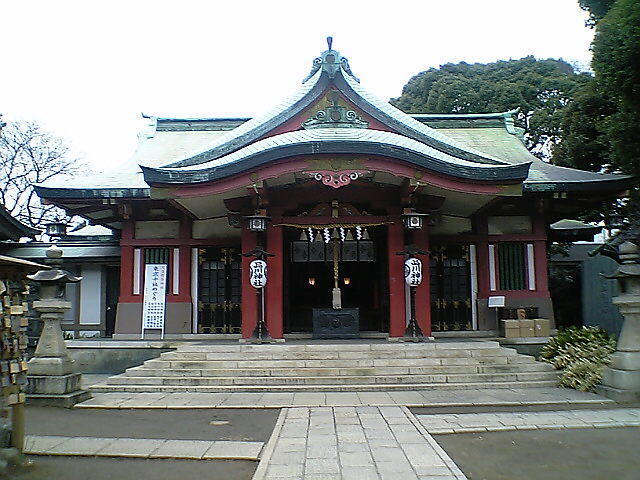
Святилище Шінаґава
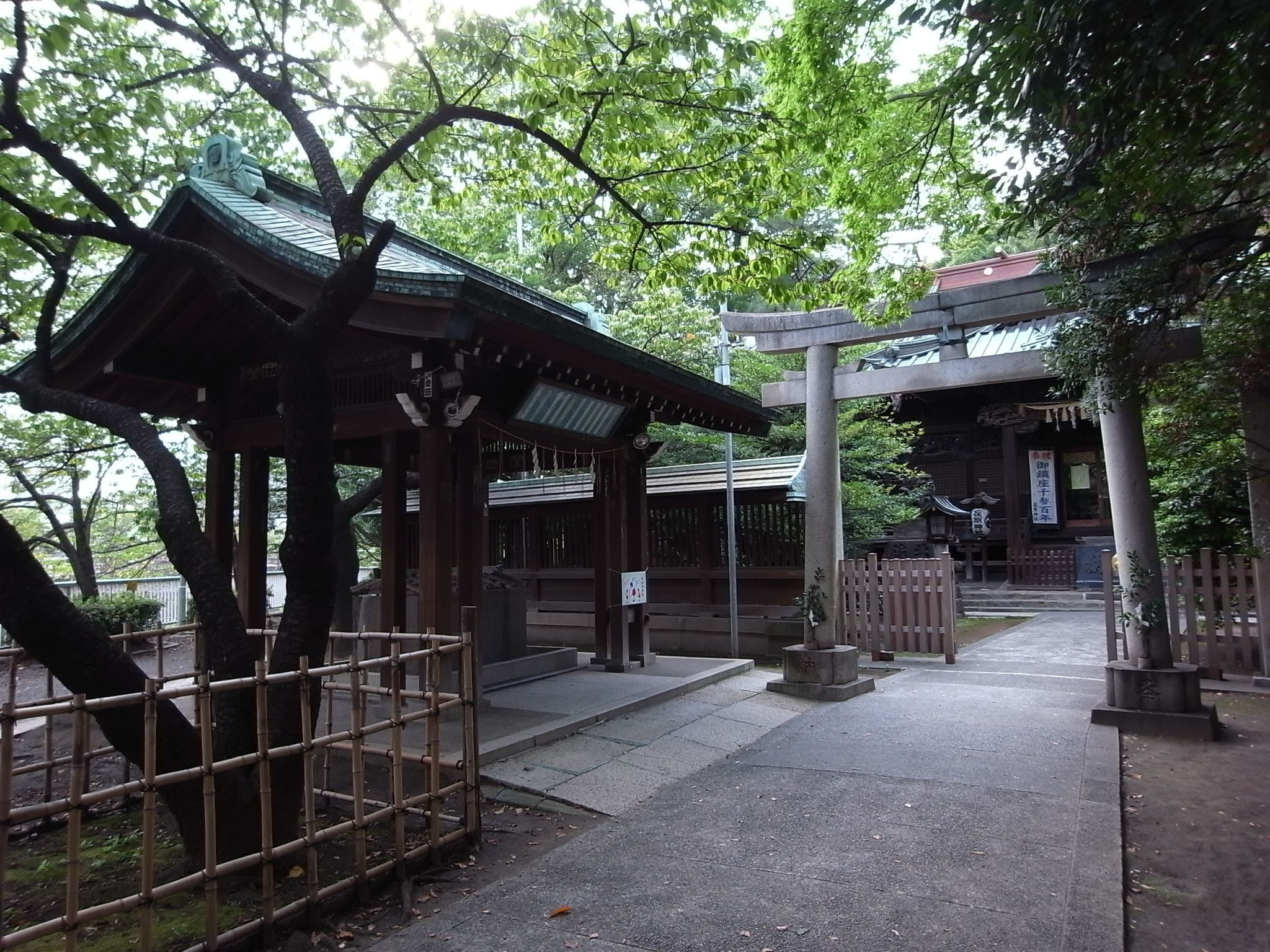
Святилище Ебара
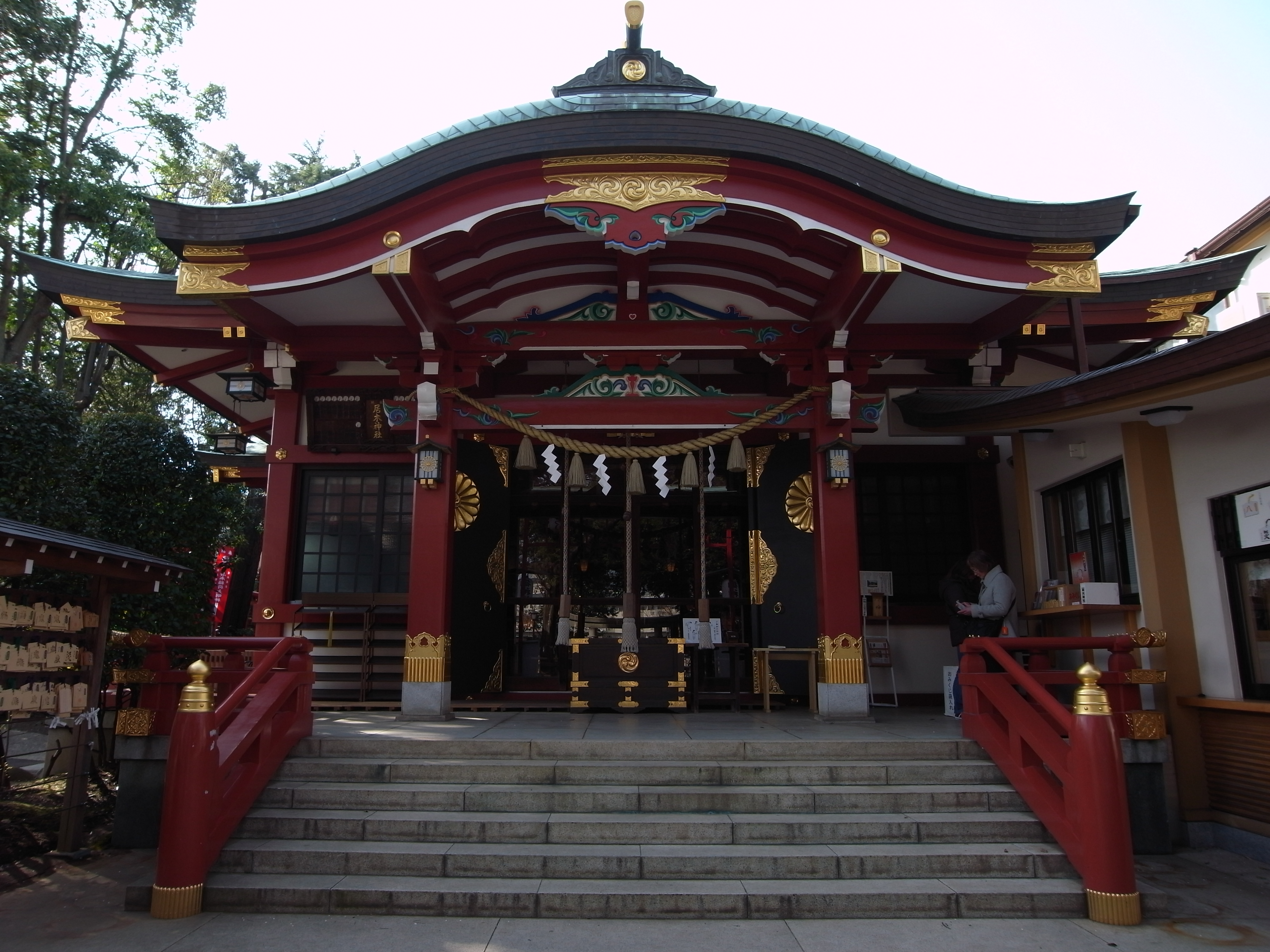
Святилище Іруґі
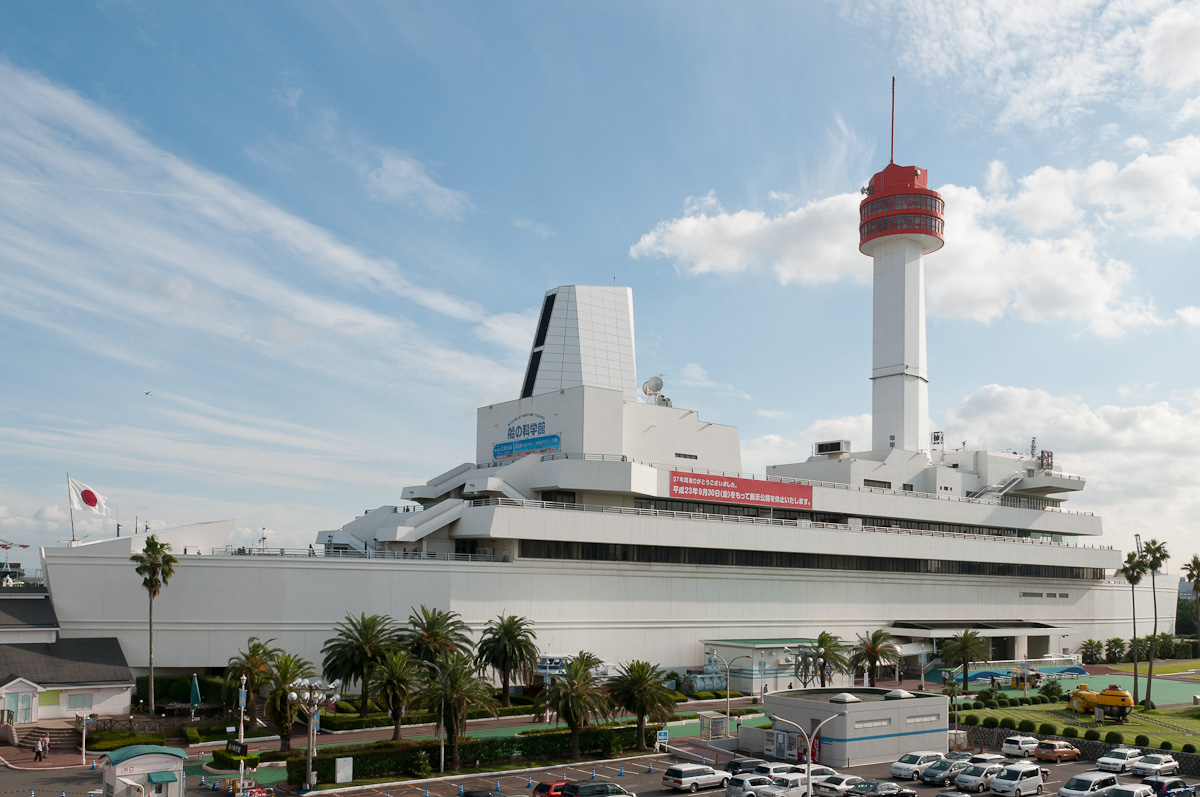
Музей човнів
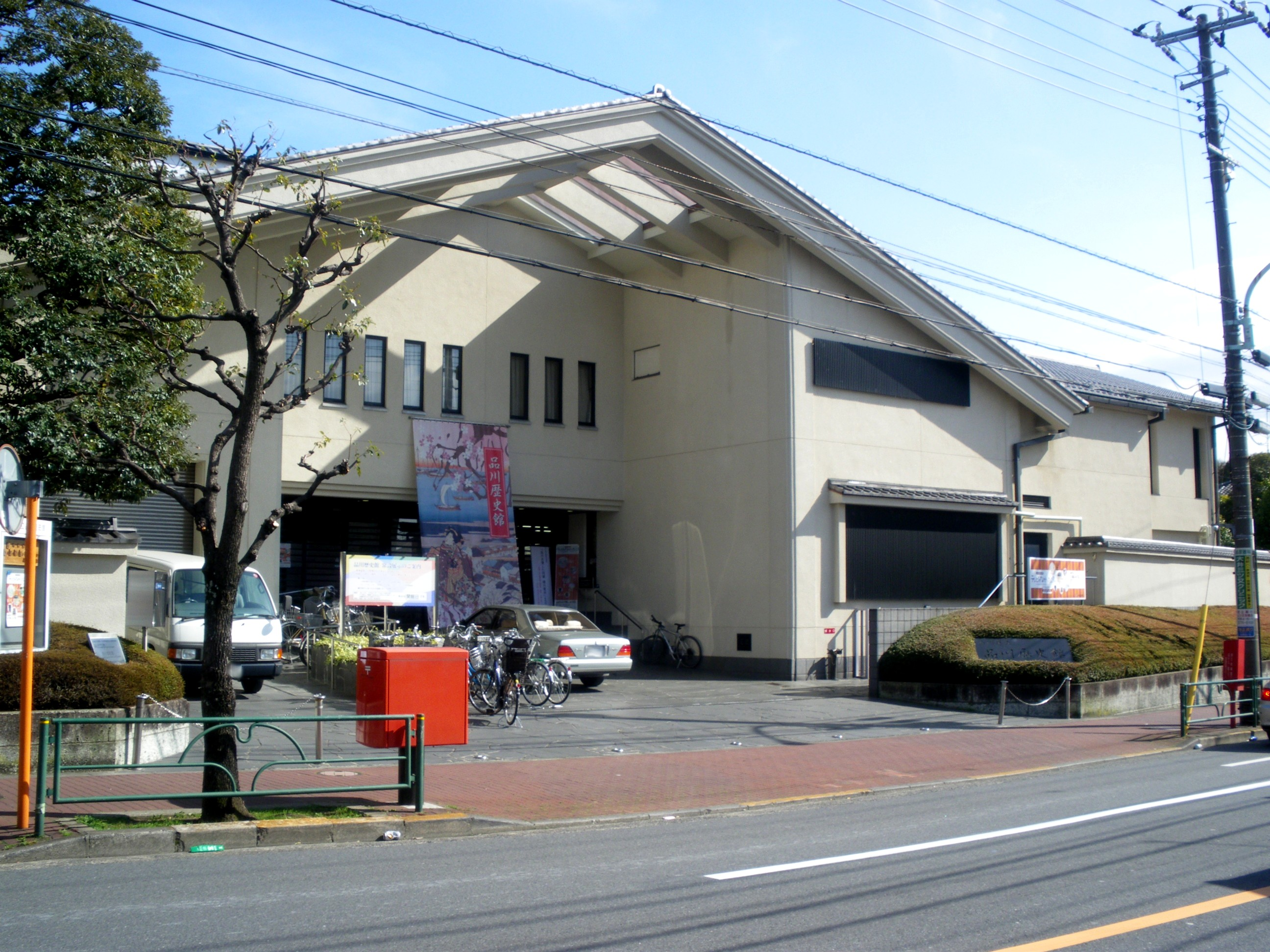
Музей історії Шінаґави